# Lösenrummet

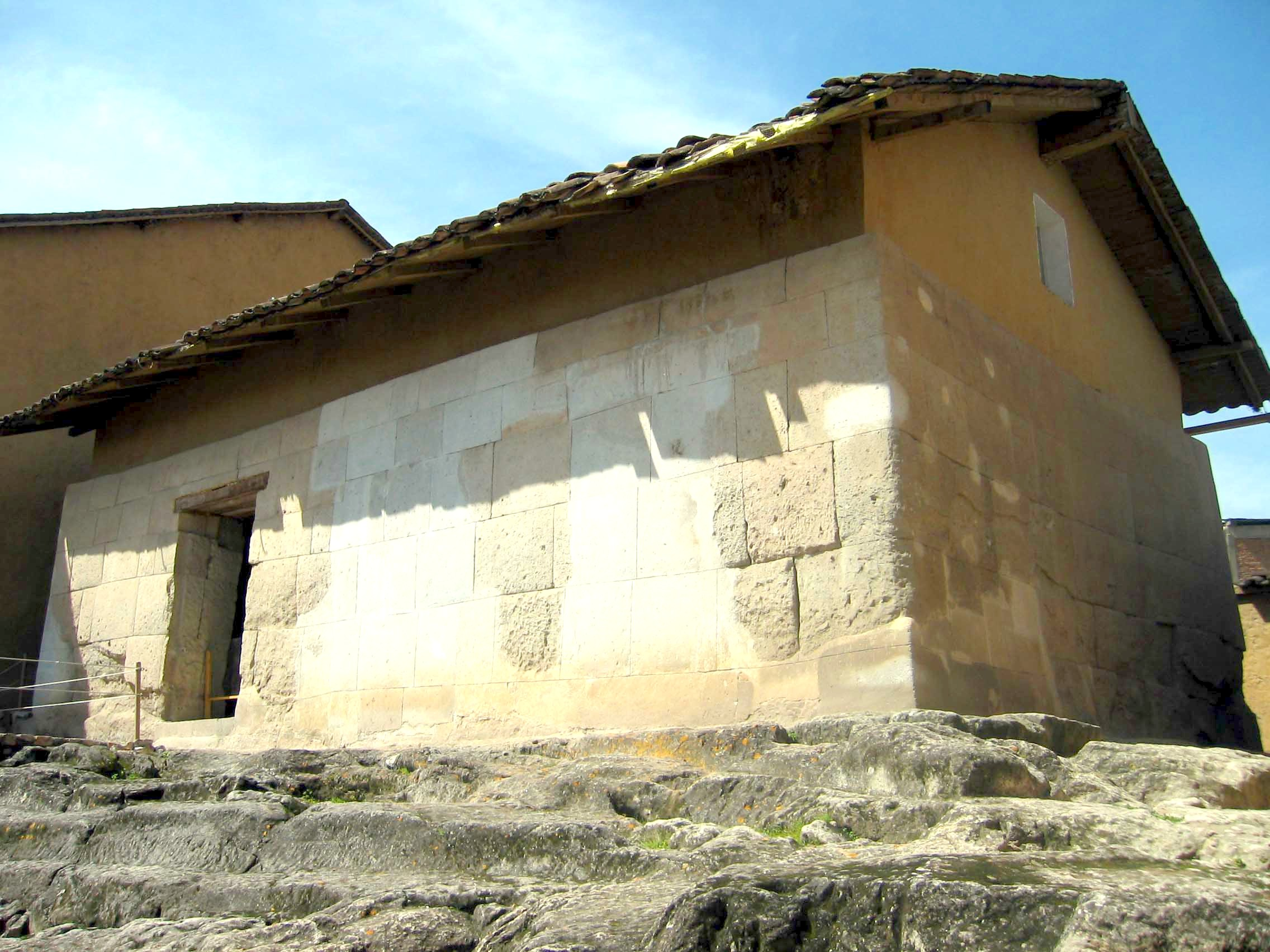
Lösenrummet

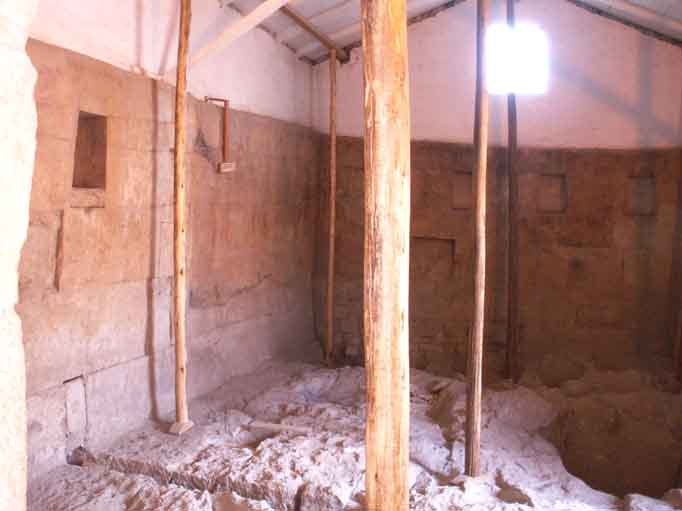
Inuti Lösenrummet

Lösenrummet, engelska "The Ransom Room" och spanska "El Cuarto del Rescate" är det rum som inkan Atahualpa ska ha fyllt med guld så långt han kunde nå med sin arm för att köpa sig fri från fångenskap hos de spanska conquistadorerna under Francisco Pizarro. Även två mindre rum fylldes med silver under åren 1532-33. När lösesumman, vars belopp man idag beräknar till 8-9 miljarder kronor, betalats så ställdes inkan ändå inför rätta. Han hade under fångenskapen gett order om att hans tillfångatagna halvbror Huascar skulle avrättas (han dränktes i Adamatafloden), och därmed dog den enda som teoretiskt skulle kunna rädda honom och inkariket undan de guldhungrande spanjorerna. 
Rättegången mot Atahualpa fördes enligt spansk-katolsk 1500-talsmodell och inkan befanns skyldig på flera kontroversiella punkter och dömdes, då han ej var döpt katolik, till att brännas på bål. Den spanske prästen lovade honom att om han lät döpa sig så skulle straffet lindras till strypning. Inkan avböjde, men väl uppe på bålet så ångrade han sig. Inkan Atahualpa döptes till Don Juan de Atahualpa och fördes samma eftermiddag ut på Cajamarcas torg där han garrotterades. Enligt en annan version så skulle inkan ha blivit lovad nåd om han lät döpa sig, och alltså blivit lurad att konvertera innan han avrättades.